# Lynn Breedlove
Lynn Breedlove (également connue sous le nom de Lynnee Breedlove ) est un musicien, écrivain et interprète américain née à Oakland, en Californie.

## Jeunesse
Lynn Breedlove naît et grandit dans la région de la baie de San Francisco pendant sa petite enfance, puis déménage à Alameda et Oakland, en Californie, à l'adolescence. Son père est professeur de lycée. Sa mère est secrétaire et est originaire d'Allemagne. Lynn Breedlove est enfant unique.

## Tribe 8 et The Homobiles
Breedlove est le fondateur et le et chanteur principal du groupe punk queercore Tribe 8. Le premier single du groupe, "Pigbitch", sort sur Harp Records, dirigé par Gina Harp en 1991. Le deuxième single, "There's a Dyke in the Pit", avec Bikini Kill, 7 Year Bitch et les Lucy Stoners, est publié par le label queercore Outpunk en 1992, ses diffusions ultérieures sont publiées par le label indépendant Alternative Tentacles. Le groupe apparait au cinéma dans le film A Gun for Jennifer, She's Real, Worse Than Queer et dans le film documentaire Rise Above: A Tribe 8 Documentary de Tracy Flannigan.
Lynn Breedlove se produit au Michigan Womyn's Music Festival et critique les politiques d'exclusion trans du festival. Tribe 8 a également joue à l'occasion de la San Francisco Transgender March, à plusieurs Ladyfests et à des  marches des fiertés, notamment à  l'Europride de 2000, à Rome, en Italie.
En 2015, Breedlove revient à la musique avec son nouveau groupe, The Homobiles, présenté comme un « supergroupe queer-punk », avec Ed Varga, fondateur de Homo A Gogo, l'autrice-compositrice Mya Byrne, Fureigh (ancien guitariste de The Shondes ), Stephany Ashley (directrice exécutive de la St. James Infirmary Clinic ) et Corrie Bennett.

## Spoken Words, scène ouvert et émissions de radio
Lynn Breedlove interprète des spoken word lors des tournées du collectif lesbien et féministe Sister Spit et, de 2000 à 2006, lui et Tara Jepsen co-organisent une scène ouvert mensuelle pour les minorités sexuelles et de genre à San Francisco, appelé K'vetch. en 2007 Lynn Breedlove anime la 3e marche annuelle SF Trans[réf. nécessaire].
À partir de 2004, Breedlove crée le one-man-show Lynnee Breedlove's One Freak Show, qui parle de genre et de norme. le spectacle effectue des tournée aux États-Unis, au Canada et en Europe, dans cinq langues différentes. en 2009, Un livre basé sur le spectacle et avec le même titre est publié par Manic D Press. Le livre remporte le prix littéraire Lambda 2010 pour la littérature transgenre.
Depuis 2004, Lynn Breedlove anime régulièrement Gender Pirates, un évènement caritatif mensuel, pour le groupe United Genders of the Universe à San Francisco. Il anime aussi l'émission queer Unka Lynnee Show (anciennement l'Unka Lynnee & Aunty Cindy Show) sur la radio Pirate Cat Radio,. Il enseigne l'étiquette Butch à la Unka Lynnee's Skool 4 Boyz du Harvey Milk Institute. La chronique « Uncle Lynnee's Skool For Bois » est publiée pendant deux ans dans le magazine On Our Backs et deux fois sous le titre « Unka Lynnee's Skool 4 Boyz » dans le magazine Velvet Park.
En mai 2013, Lynn Breedlove passe sur Music Life Radio, et parle de Tribe 8.

## Les Homobiles
Lynn Breedlove est le fondateur de l'association Homobiles, basée à San Francisco. C'est une association à but non lucratif californienne 501(c)(3) qui s'engage à fournir un transport sûr et fiable à la communauté LGBTIQQ de la région de la baie de San Francisco et à ses alliés. Homobiles est crédité par le cofondateur de Sidecar, Sunil Paul, comme le premier service de covoiturage peer-to-peer aux États-Unis et comme le projet qui a inspiré le modèle commercial de Sidecar.
Homobiles lance officiellement son service d'entraide communautaire basé sur les dons en 2011, Mais Lynn Breedlove commence à proposer des trajets en 2010  - pour protéger les artistes drag et les personnes qui ne se sentent pas en sécurité ou que les services de taxi traditionnels ne veulent pas toujours prendre en charge.
Ils servent non seulement à la communauté queer de San Francisco, mais aussi aux personnes de couleur et leurs alliés. Homobiles est également reconnu par les membres du monde des affaires comme le pionnier du modèle d'exploitation qui a contribué au succès de Lyft et Uber,  ,.

## GodspeedetFreak Show
En 2002, le premier roman de Breedlove, Godspeed, est publié par St. Martin's Press.  Le personnage principal du livre est un coursier à vélo nommé Jim qui consomme de la méthamphétamine. Il serait basé sur les années d'addictions Lynn Breedlove. En 2007, une traduction allemande du roman intitulée Götterspeed est publiée sur on Mox und Moritz.
Godspeed est adapté en court métrage, Lynn Breedlove y est co-réalisateur avec Jen Gilomen, coproducteur avec Kami Chisholm, et scénariste. Il y joue aussi le role de Jim. On trouve aussi au casting Ad-Rock des Beastie Boys dans le rôle du répartiteur et Jillian Lauren, alias Sparkle Diamonds de la troupe burlesque de Los Angeles Velvet Hammer, dans le rôle de l'amoureuse strip-teaseuse. Il présente de la musique de Tribe8, Lunachicks, The Gossip, Katastrophe, MDC, All The Pretty Horses, Bikini Kill, Le Tigre, Blatz et Dirtbox . La supervision musicale est assurée par Kathleen Hanna et la direction artistique par Vega Darling.
Les autres livres publiés de Breedlove sont One Freak Show et 45 Thought Crimes de Lynnee Breedlove, publiés par Manic D Press en 2009 et 2019, respectivement.

## Honneurs et récompenses

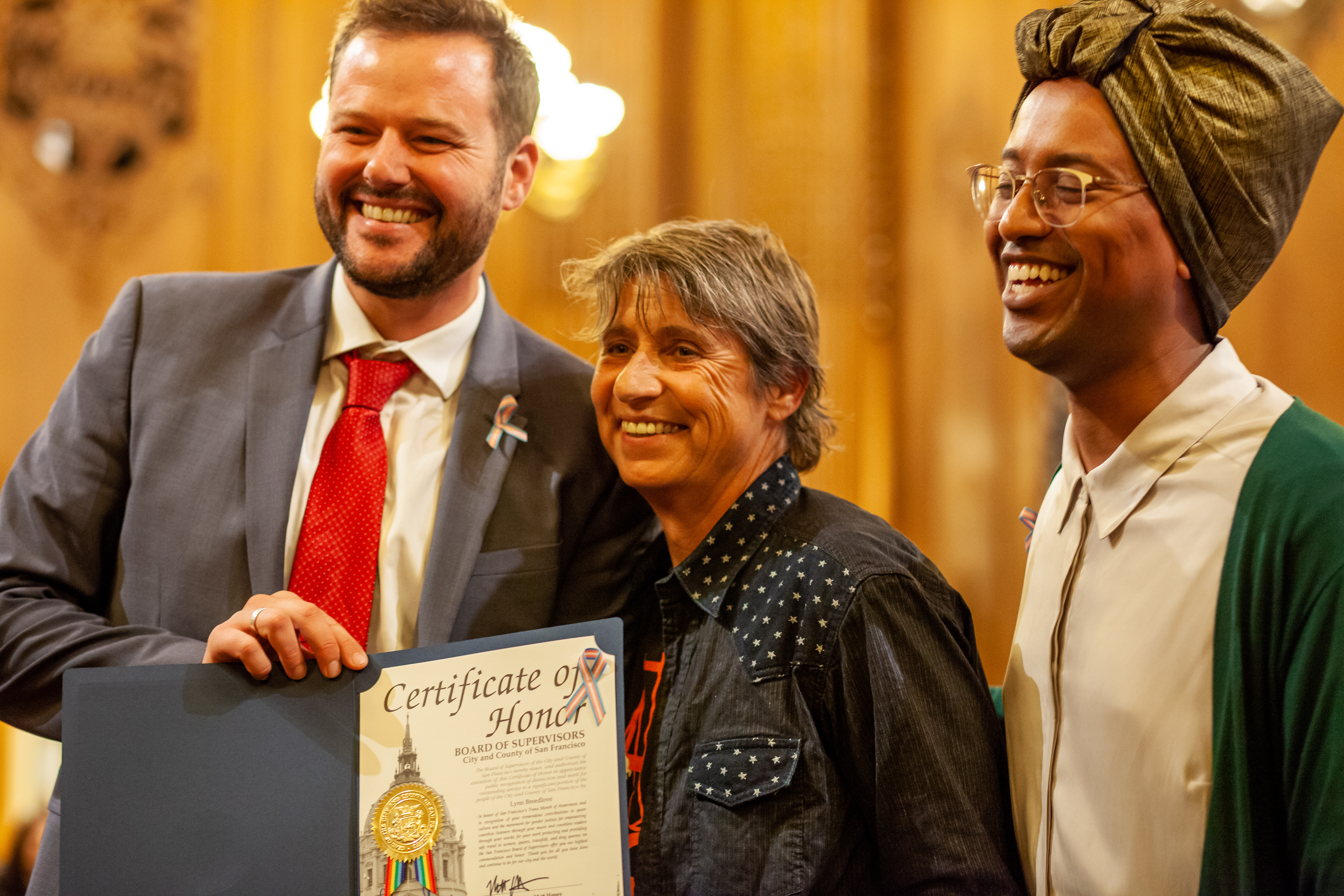
Breedlove recevant un certificat d'honneur du superviseur de San Francisco Matt Haney et de son assistante législative Honey Mahogany, novembre 2019

En novembre 2019, Lynn Breedlove est félicité par le Conseil des superviseurs de San Francisco lors de la Semaine de sensibilisation aux personnes transgenres.

## Vie privée
Lynn Breedlove est un homme trans. en 2016, il apparait dans le documentaire Queercore: How to Punk a Revolution, réalisé par Yony Leyser.
Lynn Breedlove est dépendant à des drogues jusqu'en 1989 . Dans une interview, il explique que ce qu'il l'a aidé, c'est « beaucoup de thérapies et de travail avec des choses comme le bouddhisme et toutes sortes de pratiques spirituelles qui m'aident à défendre deux idées opposées en même temps. Je suis féministe et lesbienne, et je déteste les hommes, tout en étant un homme. Je m'identifie comme lesbienne et comme homme. Les gens sont furieux à cause de ça, car ils veulent que tu choisisses un camp. Franchement, mon choix ne te concerne pas. Je ne te dis pas de te couper les seins, et tu n'as pas le droit de me dire que je ne peux pas être lesbienne et homme. C'est tout aussi répressif que toutes les conneries contre lesquelles nous nous rebellons. » 

## Identité amérindienne
Lynn Breedlove s'identifie comme Amérindien dans son livre de 2019 45 Thought Crimes  et dans une interview avec l'Advocate.
La revendication de Lynn Breedlove selon laquelle il est originaire d'Amérique du Nord est fondée sur l'auto-identification. Il ne s’est pas identifié au sein des réseaux de parenté d’un groupe spécifique d’Amérindiens. Il n’a pas non plus nommé de tribu ou de tribus, reconnues par le gouvernement ou non, dont il pourrait être issu. Dans une interview pour The Advocate, Lynn Breedlove déclare que son père a « des anecdotes, des photos, des arbres généalogiques… Je fais des recherches et je lui fais un compte rendu. Nous élaborons des théories pour combler les lacunes ».
La mère de Lynn Breedlove grandit dans l'Allemagne nazie. La famille de son père parle souvent de son ascendance amérindienne. Son livre 45 Thought Crimes aborde les questions de suprématie blanche et se moque de l'idée selon laquelle les Blancs prétendent avoir un héritage autochtone comme moyen d'acquérir un statut social de gauche (c'est-à-dire que les Blancs sont des « prétendants »).

## Filmographie
- A Gun For Jennifer, 1996
- She is Real, Worse Than Queer par Lucy Thane, 1997
- Dope on Dope par Shon Kayli, 1998[16]
- Step Up and Be Vocal, Interviews zu Queer Punk und Feminismus in San Francisco par Uta Busch et Sandra Ortmann, (2001) Brême, Allemagne, 60 min[21]
- Rise Above : aTribe 8 Documentary par Tracy Flannigan, 2003
- Godspeed par Lynn Breedlove et Jen Gilomen, 2007[22]